# Лафејет (Луизијана)
Лафејет (енгл. Lafayette) град је у америчкој савезној држави Луизијана.

## Демографија
По попису из 2010. године број становника је 120.623, што је 10.366 (9,4%) становника више него 2000. године.
|                   | 2010.            | 2000.            |
| Укупно            | 120 623 (100,0%) | 110 257 (100,0%) |
| Белци             | 74 424 (61,70%)  | 74 020 (67,13%)  |
| Афроамериканци    | 37 530 (31,11%)  | 31 434 (28,51%)  |
| Хиспаноамериканци | 4 531 (3,756%)   | 2 071 (1,878%)   |
| Азијати           | 2 180 (1,807%)   | 1 584 (1,437%)   |
| Остали            | 1 958 (1,623%)   | 1 148 (1,041%)   |

## Партнерски градови
- Намир
- Кане